# Anna Ślawska-Waniewska
Anna Ślawska-Waniewska (ur. 31 grudnia 1950 w Łodzi) – polska profesor nauk fizycznych. Specjalizuje się w fizyce ciała stałego i fizyce magnetyków. 

## Życiorys
Studia na Uniwersytecie Łódzkim ukończyła z wyróżnieniem w 1973, uzyskując tytuł magistra fizyki. Studia doktoranckie  w Instytucie Fizyki PAN w Warszawie ukończyła w 1977, broniąc pracy doktorskiej Wpływ ciśnienia hydrostatycznego na anizotropię magnetokrystaliczną ferrytów litowych domieszkowanych jonami CR3+ (promotor prof. Sylwester Porowski). Następnie podjęła pracę w Instytucie Fizyki PAN. Tam uzyskała habilitację w 2001 na podstawie pracy Oddziaływanie magnetyczne i zjawiska powierzchniowe w magnetykach nanokrystalicznych. Od 2007 jest profesorem nauk fizycznych.
W 1994 została kierownikiem Zespołu Problemowego Fizyki Magnetyków Niskowymiarowych w Instytucie Fizyki PAN. Była promotorką 3 prac doktorskich oraz recenzentem 5 prac doktorskich i habilitacyjnych.